# Kerbal Space Program 2
Kerbal Space Program 2 (KSP2) is een ruimtevaartsimulatiegame en het vervolg op Kerbal Space Program (KSP1). Het spel is ontwikkeld door een speciaal voor deze game opgerichte ontwikkelaar en uitgegeven door Private Division. Squad, de ontwikkelaar van de eerste game in de reeks, is betrokken geweest bij de ontwikkeling. Kerbal Space Program 2 is uitgebracht op 24 februari 2023.
In februari 2023 kregen een aantal YouTubers waaronder Scott Manley en Tim Dodd de kans om bij ESTEC in Noordwijk het spel dat nog in de testfase zit te spelen.

## Aankondiging
De game werd aangekondigd in een trailer tijdens het Night Live-evenement op Gamescom 2019. De trailer is sterk gebaseerd op, en wordt gezien als een hommage aan een video van youtuber Shaun Esau uit 2013. De beelden komen nauw overeen met Esau’s video van KSP1 en er wordt dezelfde achtergrondmuziek gebruikt, Outro van M83. De slagzin Build, Fly, Dream uit Esau’s video komt in de trailer terug. De trailer sluit af met een dankwoord aan Esau, wiens video juist weer een hommage was aan KSP1.

## Gameplay
Kerbal Space Program 2 bouwt voort op de gameplay van zijn voorganger. Volgens Wes Fenlon van PC Gamer, gebaseerd op een interview met Star Theory's creatief directeur Nate Simpson, speelt KSP2 zich af in hetzelfde universum waarin de speler een ruimtevaartprogramma opzet op de planeet Kerbin die bewoond wordt door kerbals, groene humanoïde wezens. Waar in KSP1 het lokale planetenstelsel verkend kan worden, stelt KSP2 de speler in staat om interstellair te reizen. Er worden nieuwe technologieën geïntroduceerd waarmee de speler raketten kan bouwen, waaronder voortstuwing met kernbommen. Net als zijn voorganger gaat KSP2 modding ondersteunen. Daarnaast wordt multiplayer toegevoegd. Verder is in een persbericht van Private Division aangekondigd dat ruimtekolonisatie mogelijk wordt en dat ruimtevaartuigen in de ruimte gebouwd kunnen worden.
In een interview met IGN gaf Simpson aan dat de gebruikersinterface vereenvoudigd wordt om beginnende spelers niet af te schrikken, zoals gebeurde met KSP1 waarin veel functionaliteit verborgen zit achter sneltoetsen. In hetzelfde interview werd de zorg uitgesproken dat KSP2 te gepolijst eruit zal zien. Simpson gaf toe dat Star Theory de balans tussen simulatie en speelplezier ("goofiness") kan missen maar dat de game gericht is op crashes en de kerbals: "We're relying a lot on the Kerbals themselves to preserve some of the original flavor. Like, their presence always makes things a little bit goofier."

## Ontwikkeling
In 2017 kocht Take-Two de rechten van Kerbal Space Program. Vervolgens lieten ze een vervolg op KSP1 ontwikkelen door Star Theory. Eind 2019 waren er gesprekken tussen Take-Two en de oprichters van Star Theory over de verkoop van de studio aan Take-Two. Echter strandden deze onderhandelingen, omdat de oprichters van Star Theory niet instemden met de voorwaarden. Take-Two annuleerde toen het contract voor de ontwikkeling van KSP2. Deze taak werd overdragen aan Intercept Games, een nieuwe studio van Take-Two. Vervolgens benaderden ze de ontwikkelaars van Star Theory via LinkedIn met de uitnodiging om bij de nieuwe studio verder te werken aan KSP2. Een derde van de ontwikkelaars is ingegaan op het voorstel.